# Felimare fontandraui
Doris de Fontandrau
Espèce
Synonymes
- Hypselodoris fontandraui

Le doris de Fontandrau  (Felimare fontandraui) est un nudibranche de la famille des chromodorididés, visible en Méditerranée occidentale et proche Atlantique.

## Description
Ce nudibranche, d'une taille de 30 à 40 millimètres,  est d'un bleu violet plutôt translucide. Son manteau est bordé d'une ligne jaune orangé et traversé sur sa longueur par une bande irrégulière, jaune ou blanche, qui se termine en « T » en avant des rhinophores. Ceux-ci, ainsi que les branchies, sont massifs, plus foncés que le reste du corps.

## Biotope
Il est observé en Méditerranée occidentale (Adriatique et de la Sicile à Gibraltar) et en Atlantique proche (Mer Cantabrique, Portugal, Açores, Îles Canaries). Il vit sur des algues brunes ou des éponges, rarement sur des posidonies, entre 3 et 40 mètres de profondeur, voire jusqu'à 100 m.

## Étymologie
Fontandraui est une latinisation du Font-Andrau, près de Banyuls-sur-Mer.

## Espèces similaires
- Doris peint, Felimare picta (Schultz in Philippi, 1836)
- Doris tricolore, Felimare tricolor (Cantraine, 1835)